# Código de histonas
Se ha postulado una teoría denominada histone code, o código de histonas, según la que  modificaciones sobre las colas amino-terminales de las histonas pueden tener consecuencias en cuanto a: 
1. La facilidad con la que proteínas asociadas a cromatina (factores transcripcionales, etc.) podrían acceder al ADN, las modificaciones actuarían como señal de reconocimiento para  proteínas reguladoras, y por tanto, las formas modificadas resultaría relevantes para la regulación génica.
2. La generación de combinaciones de modificaciones en un extremo de histona, o en varios dentro de un nucleosoma.
3. Las estructuras de eucromatina y heterocromatina serán en mayor medida dependientes de las concentraciones locales de histonas modificadas.
4. La información contenida en estas histonas podría ser heredada por las células hijas tras la replicación del ADN.

En conclusión, estas modificaciones podrían extender la información potencial del material genético, almacenándola en la cromatina de forma epigenética. Esto explicaría cómo se producen los mecanismos de desarrollo en los seres vivos (fundamentalmente en organismos eucariotas), puesto que se pensaba que la secuencia de ADN no contenía la suficiente información.
Concretamente, las modificaciones covalentes post-traduccionales que se han visto afectan a las histonas son la: metilación, fosforilación, ubiquitinación, ADP-ribosilación, y la más estudiada de ellas, la acetilación.
Estas modificaciones están reguladas por enzimas, como es el caso de las histona acetil transferasas para la acetilación.